# Van Hammer
Mark Hildreth (Hebron, 11 novembre 1967) è un ex wrestler statunitense.
Negli anni novanta, Harris ha combattuto con il ring name di Van Hammer e Hammer nella World Championship Wrestling, interpretando la gimmick della rockstar.

## Vita privata

### Problemi legali
Il 26 gennaio 2020 Hildreth fu arrestato a Palm Beach, Florida, con l'accusa di omissione di soccorso dopo aver investito un passante. La polizia riportò che Hildreth con la sua auto, superando i limiti di velocità, aveva investito un bambino di 5 anni in bicicletta. Il bambino riportò fratture e danni interni, ma riuscì a salvarsi. Nel maggio 2020, Hildreth si dichiarò colpevole; fu condannato a un anno di libertà vigilata e gli fu ritirata la patente.

## Personaggio
Mosse finali
- Cobra clutch slam
- Flashback (Double leg slam)

Soprannomi
- "Heavy Metal"

Wrestler assistiti
- Crazii Shea

## Titoli e riconoscimenti
- Pro Wrestling Illustrated
  - 112º nella lista dei migliori 500 wrestler nei PWI 500 del 1993[4][5]
  - 402º nella lista dei migliori 500 wrestler nei PWI Years del 2003[6]
- World Championship Wrestling
  - Jesse Ventura Strongest Arms Arm Wrestling Tournament (1992)[7]
- Wrestling Observer Newsletter
  - Most Embarrassing Wrestler (1991)